# 田中杏奈
田中杏奈（日语：／ Tanaka Anna */?；2005年11月17日—），藝名為Anna（韓語：안나），日本女藝人、模特兒，也是韓國THEBLACKLABEL旗下女子組合MEOVV成員之一，隊內擔任門面和副唱。出道前已經是日本知名時裝雜誌《Seventeen》慣用的平面模特兒。

## 演藝生涯
田中杏奈於2015年（小學五年級時），參加童裝品牌NARUMIYA舉辦的「2016年NARUMIYA CINDERELLA AUDTION」獲得了「Mezzo piano獎」亞軍，並擔任了一年該品牌的網路形象模特兒。
2016年12月22日，在第五屆《Nico☆Petit》模特兒選拔賽中獲得冠軍，並於2017年2月號以專屬模特兒身份出道。曾連續兩期登上雜誌封面。
2018年3月，服裝品牌「JENNI belle」面世，田中杏奈獲邀擔任專屬模特兒。同年8月，被NARUMIYA選為品牌「BLUE CROSS GIRLS」的形象模特兒。
2019年4月28日，在東京有明TFT大廳舉行的「Puchi Colle 9」活動期間，結束了作為《Nico☆Petit》專屬模特兒的任期。8月22日，在Pacifico橫濱國立大廳舉行的「Seventeen夏季學園祭」上，獲選為「Miss Seventeen 2019」，成為《Seventeen》專屬模特兒。
2024年9月6日，以韓國經紀公司THEBLACKLABEL旗下女子組合MEOVV的成員出道。

## 影視作品

### 電視劇
| 年份 | 片名                | 角色     | 備註          | 參考   |
| ---- | ------------------- | -------- | ------------- | ------ |
| 2021 | 青色校警·嶋田隆平   | 女學生A  | 第2話         | [ 9 ]  |
| 2022 | 戀愛病與男子班第2季 | 望月里香 | 第2話、第10話 | [ 10 ] |